# Quinocay
El pueblo de Quinocay es la capital del distrito de Quinocay, provincia de Yauyos, departamento de Lima, Perú. Está situado a 2.672 m s. n. m., conformado por 162 viviendas y cuenta con una población de 148 habitantes. 

## Como llegar
Se puede llegar desde Lima por la autopista Panamerica Sur km 100, tomando luego a la izquierda por la trocha LM-124, pasa por los pueblos de Asia, Coayllo, Cata, Esquina de Omas, Omas, San Pedro de Pilas y el abra Tres Cruces (3735 m s. n. m.). Allí se toma el desvío a Quinocay sobre la mano izquierda.
La otra via es el ramal PE-1SA que saliendo del Intercambio Vial de Mala, pasa por Calango, La Vuelta (Yancaviri), La Capilla, Huancani, Minay, Coyahuasi, Pongo y Viscas (1527 m s. n. m.), donde se crusa por un nuevo puente (2008) sobre el río Mala, para llegar a Quinocay. Esta es la vía que usa principalmente el transporte público.